# Gritzach
Gritzach war die Bezeichnung einer Streusiedlung (Zerstreute Häuser) in der Gemeinde Prägraten am Großvenediger. Der Ortsteil der Fraktion Sankt Andrä wurde 1981 von 31 Menschen bewohnt.

## Geographie
Gritzach stellt neben den Einzelhöfen Blusen und Losach den einzigen südlich der Isel besiedelten Ortsbestandteil der Fraktion Sankt Andrä dar. Der Ortsteil liegt am Unterlauf des Zopatnitzenbach und besteht heute aus den Hofstellen Peintner (Sankt Andrä Nr. 40), Gritschitz (Nr. 41), Waldhofer (Nr. 41a) und Gritzer (Nr. 42) sowie dem Apartmenthaus Auenheim (40a) und dem Freizeitzentrum Prägraten.

## Geschichte
Gritzach wurde von der Statistik Austria lange Zeit nicht eigens genannt, sondern bei Sankt Andrä miteingerechnet. Erst im Zuge der Volkszählung 1951 wurde Gritzach als Weiler extra ausgewiesen. Der Ortsbestandteil bestand zu dieser Zeit aus drei Häusern mit 21 Einwohnern. 1961 wurden von den Statistikern für Gritzach vier Häuser mit 35 Einwohnern ausgewiesen, 1971 lebten in den vier Häusern von Gritzach 33 Menschen, 1981 waren es schließlich 31 Menschen, wobei Gritzach ab 1971 als Streusiedlung (Zerstreute Häuser) klassifiziert wurde. In den Ortsverzeichnissen der Statistik Austria wird Gritzach in der Folge nicht mehr separat ausgewiesen. Auch in offiziellen Kartenwerken findet die Bezeichnung Gritzach kaum Verwendung. 